# Zelenonogi martinec
Zelenonogi martinec (znanstveno ime Tringa nebularia) je vrsta ptičev iz družine kljunačev, ki gnezdi na severu Evrazije, prezimuje pa v Afriki, na Indijski podcelini in v Avstraliji.

## Opis
Je srednje velik ptič, ki zraste 30–35 cm v dolžino in ima premer peruti 68–70 cm. V poletnem perju ima zgornji del telesa temen, s črno-rjavimi lisami in progami ter prav tako temnimi perutmi vključno s sekundarnimi krovnimi peresi. V letu je opazen kontrast med temnimi perutmi in belim hrbtom ter trtico, ki sta med mirovanjem skrita. Tudi po prsih je temno progast, trebušni del pa je bel, prav tako je svetel rep. Izven paritvenega obdobja so zelenonogi martinci svetlejši, z bledo sivim zgornjim delom in luskastim vzorcem po perutih. Prepoznaven je po dolgem, rahlo navzgor ukrivljenem kljunu, ki je sive ali rahlo zelenkasto sive barve na bazi, podobno kot njegove dolge noge.
Od ostalih martincev iz svojega rodu se loči tudi po velikosti, je namreč največji med njimi.

## Ekologija in razširjenost
Zelenonogi martinec gnezdi v odprti tajgi, na jasah in v močvirjih, po čemer je dobil tudi vrstno ime (latinsko nebula – meglica, kakšrna je značilna za vlažna območja). Na selitvi se pojavlja tudi na poplavnih travnikih, presahnjenih jezerih in klečih, prezimuje pa v raznolikih sladkih ali slanih mokriščih vključno z umetnimi, kot so soline in riževa polja. Tam v mulju tik pod gladino išče svoj plen, pretežno žuželke in njihove ličinke, pa tudi druge manjše nevretenčarje in vretenčarje. Včasih aktivno lovi ribe v plitvinah.
Ima veliko območje razširjenosti. Gnezdi po vsem severu Evrazije od severa Velike Britanije prek Skandinavije in Sibirije vzhodno vse do Kamčatke. Pozimi se odseli južneje na krajše ali daljše razdalje. Tako se nekatere populacije premaknejo le malo južneje, denimo do juga Britanskega otočja in v Francijo, ostali pa se selijo vse do podsaharske Afrike vključno z jugom celine, Indijske podceline ali Avstralazije. V Sloveniji je reden gost na preletu, izjemoma pa na obali manjše število osebkov tudi prezimuje.
Zaradi podnebnih sprememb se bo gnezditveno območje v prihodnosti verjetno krčilo.